# برای اینکه عاشقم بودی
«برای اینکه عاشقم بودی» (به انگلیسی: Because You Loved Me) تک‌آهنگی از هنرمند اهل کانادا سلین دیون است که در ۱۹ فوریه ۱۹۹۶ منتشر شد.
این تک‌آهنگ در چارت‌های استرالیا در رتبه اول و در چارت‌های دانمارک، فلاندرز، سوئیس جزو ده ترانه اول قرار گرفت.